# 6e bataillon de volontaires de la Gironde
Le 6e bataillon des volontaires nationaux de la Gironde, était une unité militaire de l'armée Française créé sous la Révolution française. Il fut également appelé plus simplement 6e bataillon de la Gironde.

## Création et différentes dénominations
Le 6e bataillon de volontaires de la Gironde est formé à 8 compagnies et 1 compagnie de grenadiers le 25 septembre 1791 à Bordeaux.
- Compagnie de grenadiers
- 1re compagnie de Cadillac
- 2e compagnie de La Réole
- 3e compagnie de Cadillac
- 4e compagnie de Cadillac
- 5e compagnie de Cadillac
- 6e compagnie de La Réole
- 7e compagnie de La Réole
- 8e compagnie de La Réole

Le 6e bataillon de volontaires de la Gironde est dissous le 19 juin 1795 lors de son amalgame pour former la 13e demi-brigade de première formation.

## Commandant
- 1791-17?? : lieutenant-colonel François Belloc, originaire de Cadillac.
- 17??-1795 : lieutenant-colonel Jean Pouvereau, originaire de Taillecavat, était capitaine de la 8e compagnie du 6e bataillon en 1791.

## Historique des garnisons, combats et batailles

### 1791
Le bataillon est formé à Bordeaux le 25 septembre, avec 558 volontaires originaires des districts de Cadillac (pour les 1re, 3e, 4e et 5e compagnies) et de la Réole (pour les 2e, 6e, 7e et 8e compagnies).

Le 27 septembre, le bataillon est passé en revue par le général de Gestas, mais il n'a ni habits, ni armes.

Le 4 octobre le bataillon part cantonner à Pauillac (état-major et 3 compagnies), Lesparre (2 compagnies), Castelnau (2 compagnies), Saint-Laurent (1 compagnie) et Macau (1 compagnie).

### 1792
Le 4 janvier, les 2 compagnies qui cantonnent à Lesparre ainsi que les 2 compagnies de Castelnau sont envoyées à Bordeaux. Elles sont bientôt rejointes par le reste du bataillon au couvent des Chartreux de Bordeaux. Le bataillon y cantonne jusqu'au 15 juillet ou il prend garnison à Libourne en remplaçant le 5e bataillon de volontaires de la Gironde parti rejoindre l'armée du Midi.

Affecté à l'armée du Midi, sous les ordres général Montesquiou le bataillon quitte Libourne le 7 août et passant par Limoges et Clermont-Ferrand il arrive à Lyon le 28 août, en repart le 2 septembre pour Gex avec un effectif de 782 hommes.

Passé à l'Armée des Alpes, il entre en campagne dans le cadre de la conquête de la Savoie, et entre le 28 septembre, dans Carrouge, en Suisse, abandonnée par les troupes Piémontaises. Après être resté 8 jours dans la ville, le 5e bataillon rentre à Gex. 

On retrouve le bataillon en cantonnement à Meyrieu le 18 novembre et à Rumilly le 15 décembre.

### 1793
Le 11 janvier, le bataillon cantonne à Rumilly, Bonneville et La Rochette.

Le 30 avril le bataillon est envoyé à Thônes pour réprimer les insurgés commandés par Marguerite Frichelet-Avet.

Le 24 mai le bataillon, qui comprend 659 hommes (475 présents, 162 détachés à Cluses et 22 pionniers à Bourg-Saint-Maurice), est passé en revue au camp des Isles, près d'Annecy, par le chef de bataillon Larroque et le commissaire des guerres Chevalier. 

Le 6e demeure au camp jusqu'en juin ou il est envoyé au siège de Lyon pour enrayer le soulèvement de Lyon contre la Convention nationale et les insurrections fédéralistes. Le 6e bataillon de volontaires de la Gironde assiste aux combats de la Maison-Rousselle et de la Maison-Noire ainsi qu'à la capitulation le 9 octobre.

Dans la deuxième campagne des Alpes, le bataillon prend part aux combats de Saint-Geoire, du pont de Marigny et de Cluses, puis contribue à la prise de la redoute de Méribel et de Sallanches et enfin à l'enlèvement du poste d'Entre-deux-Lauds. 

Le 13 novembre il quitte Saint-Jean-de-Maurienne et passant par Montmelian, La Mure, Gap, Sisteron, Digne et Brignoles, il arrive devant Toulon le 2 décembre et prend part au siège de la ville. Il entre dans la ville le 17, après s'être emparé de la redoute de Malbosquet.

Après la reddition de la ville il suit le général Dugommier à l'armée des Pyrénées-Orientales pour prendre part à la guerre du Roussillon et est dirigé sur Perpignan ou il prend ses cantonnements.

### 1794
Le 5 février les 580 hommes du bataillon cantonnent à Théza qu'ils quittent le 4 avril pour Ortaffa. Sous le commandement du général Pérignon il se distingue prend part à la bataille du Boulou le 30 avril. 

Du 1er au 22 mai il participe au siège de Collioure, à l'assaut du fort Saint-Elme et à la prise de Port-Vendres.

Affecté à la division Sauret il entre, le 19 juin, en Catalogne par La Junquera arrive au camp de Cantallops en juillet.

Le 13 août lors du combat à Sant Llorenç de la Muga le bataillon capture un canon. 

En septembre il est au camp de Darnius puis du 17 au 20 novembre il prend part aux batailles autour de Figueras et, à partir du 24, au siège de Roses.

### 1795
Après la capitulation de Roses, le 3 février, il combat ensuite sur la Fluvia, puis est ramené, en mars, à Castellon de Ampurias où il est amalgamé, le 19 juin, avec 
- le 1er bataillon du 7e régiment d'infanterie (ci-devant Champagne) et
- le 5e bataillon de volontaires de la Gironde

pour former la 13e demi-brigade de première formation.

## Biographie de personnes ayant servi au6ebataillonde volontaires de la Gironde

### François Belloc
Né le 20 août 1731 à Cadillac, François Belloc commence sa carrière militaire, en 1750, en tant que soldat dans le régiment de Piémont. En 1762, il est nommé caporal, puis fourrier 2 ans plus tard, puis passe sous-lieutenant en 1773 et lieutenant en 1780. Il prend sa retraite en 1786, il a alors 55 ans.

Il reprend du service lors de la Révolution française et est élu, le 29 septembre 1791, à l'âge de 60 ans, lieutenant-colonel en chef du 6e bataillon de la Gironde.

Le 6 novembre 1791, il est fait chevalier de Saint-Louis puis il est mis à la retraite, comme chef de bataillon.

Retiré de la vie militaire il est élu membre du conseil municipal à Cadillac.

Il meurt, à Cadillac, le 5 avril 1805